# Дохтуровский переулок
До́хтуровский переу́лок (название c 1976 года либо получено до 1917 года) — переулок в Западном административном округе города Москвы на территории района Дорогомилово.

## История
Переулок получил в 1976 году (либо до 1917 года) название, перенесённое с упраздненного при перестройке переулка, названного в 1912 году в память о командире корпуса, герое Отечественной войны 1812 года Д. С. Дохтурове (1756—1816), отличившемся при обороне Смоленска, в Бородинской битве и в сражении под Малоярославцем.

## Расположение
Дохтуровский переулок проходит на юго-восток от Студенческой улицы до Резервного проезда. Нумерация домов начинается от Студенческой улицы.

## Примечательные здания и сооружения
По чётной стороне:
- д. 6 — жилой комплекс «Кутузовский».

## Транспорт

### Наземный транспорт
По Дохтуровскому переулку не проходят маршруты наземного общественного транспорта. Севернее переулка, на Большой Дорогомиловской улице и Кутузовском проспекте, расположены остановки «Дорогомиловская застава» автобусов м2, м7, н2, 297, 116, 157, 205, 454, 474, 840.

### Метро
- Станции метро «Киевская» Арбатско-Покровской линии, «Киевская» Кольцевой линии, «Киевская» Филёвской линии (соединены переходами) — восточнее переулка, на площади Киевского Вокзала.
- Станция метро «Студенческая» Филёвской линии — юго-западнее переулка, на Киевской улице.

### Железнодорожный транспорт
- Киевский вокзал (пассажирский терминал станции Москва-Пассажирская-Киевская Киевского направления Московской железной дороги) — восточнее переулка, на площади Киевского Вокзала.
- Станция Кутузово Малого кольца Московской железной дороги — западнее переулка, на пересечении Кутузовского проспекта и Третьего транспортного кольца.